# Manu Sareen

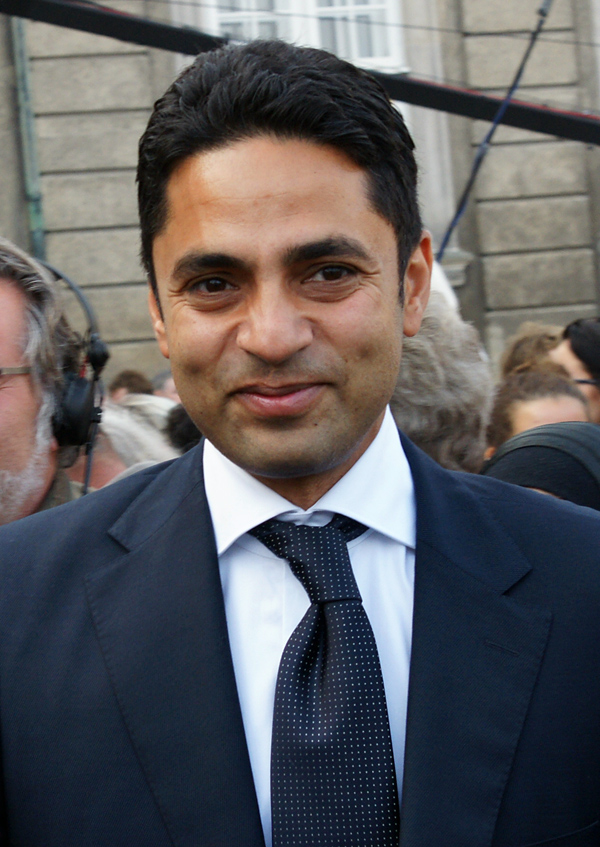
Manu Sareen (2011)

Manu Sareen (* 16. Mai 1967 in Punjab, Indien) ist ein dänischer Schriftsteller und Politiker von Det Radikale Venstre (RV) und war Kirchenminister im Kabinett Thorning-Schmidt I und Sozialminister im Kabinett Thorning-Schmidt II.

## Leben
Der Sohn indischer Einwanderer war seit 1997 als Sozialpädagoge tätig. Daneben begann er sich in der Kommunalpolitik zu engagieren und wurde 2002 Mitglied des Stadtrates von Kopenhagen sowie Mitglied des Kinder- und Jugendausschusses des Stadtrates. Zeitweise war Sareen, der seit 2003 auch als Konfliktvermittler tätig war, auch Vorsitzender der Fraktion von Det Radikale Venstre im Stadtrat von Kopenhagen sowie von Januar 2008 bis September 2010 Staatsrevisor. Sareen wurde in den Jahren 2003, 2006 und 2007 von LGBT Danmark, der nationalen Vereinigung der Schwulen und Lesben, jeweils zum Politiker des Jahres gewählt.
Nachdem er von Januar bis April 2011 Vertretendes Parlamentsmitglied gewesen war, errang er bei der Folketingswahl 2011 im Wahlgebiet Københavns Storkreds einen Sitz im Folketing. Am 3. Oktober 2011 wurde Sareen von Ministerpräsidentin Helle Thorning-Schmidt zum Minister für Gleichstellung und Kirche und Minister für nordische Zusammenarbeit in der neugebildeten Regierung Dänemarks ernannt. Er war damit der erste männliche Gleichstellungsminister des Landes sowie nach Henry Grünbaum und Isi Foighel der dritte Minister, der aus einer Einwandererfamilie stammte.
Bei der Folketingswahl 2015 unterlag er parteiintern Ida Auken, verlor das Abgeordnetenmandat und kündigte seinen Rückzug aus der Politik an.

## Veröffentlichungen
Neben seinem politischen Engagement ist Sareen auch als Schriftsteller tätig und schuf neben Fachbüchern auch eine Kinderbuchreihe um die Hauptperson „Iqbal Farooq“. Zu seinen bisherigen Veröffentlichungen gehören:
- Når kærlighed bliver tvang - generationskonflikter og tvangsægteskaber (2003)
- Iqbal Farooq - og den sorte pjerrot (2006)
- Sådan undgår man frafald A-Z (2006)
- Iqbal Farooq - og kronjuvelerne (2007)
- Iqbal Farooq - og den indiske superchip (2009)
- Klods-Hassan (2011)